# Placement d'actions d'une filiale
Pour les articles homonymes, voir ECO.
Le placement d'actions d'une filiale (en anglais Equity carve-out ou ECO), est une opération de scission. 
Quand une entreprise veut vendre des actifs ou une filiale au public, elle peut pour cela créer de nouvelles actions indépendantes (avec de nouveaux droits). 
L'opération a pour avantage d'apporter des liquidités à la maison mère, contrairement à la scission-distribution (spin-off).
Les cessions d'actifs se font dans le cadre d'un besoin de liquidités.